# LRT Opus Live
LRT Opus Live — первый концертный альбом литовской певицы Алины Орловой, диск издан в 2013 году.

## Об альбоме
LRT Opus Live записан 10 апреля 2013 года в студии литовского телеканала «LRT». В альбом вошли 13 песен, среди них 7 ранее не издававшихся композиций.

## Список композиций
1. Sick Rose
2. Northern
3. Faulkner
4. Neramios Mergaitės Daina
5. Lovesong
6. America
7. Ворон
8. Čia
9. Miss Gittipin's Second Song
10. Šilkas
11. Keleliu
12. Stars
13. Forewa

## Музыканты, принимавшие участие в записи
- Алина Орлова - voice, piano
- Paulius Vaškas - bass guitar
- Jonas Narbutas - drums, percussion
- Aurimas Driukas - acoustic & electric guitar